# Giacomo Manzù

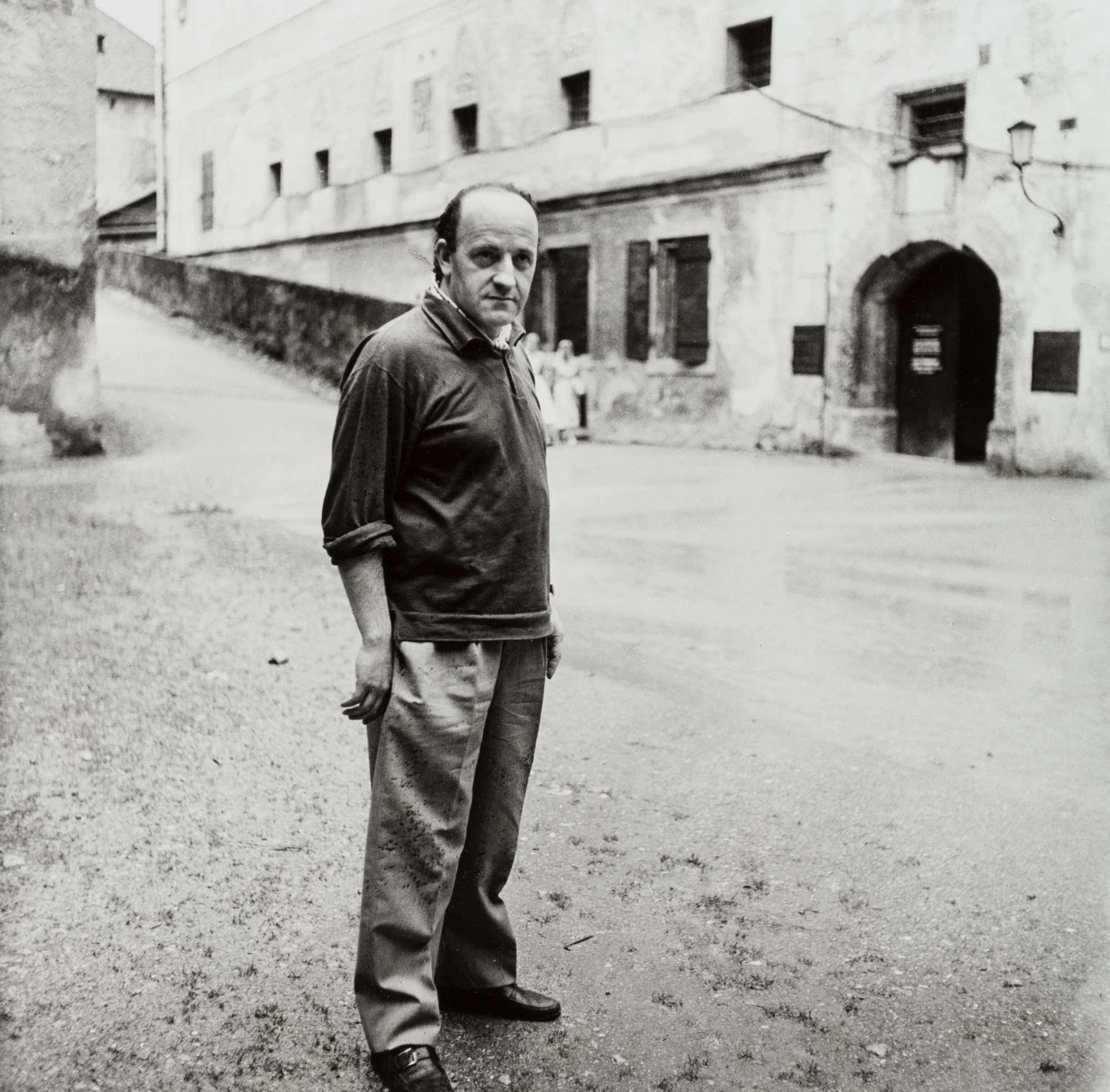
Giacomo Manzù, vor 1962

Giacomo Manzù (eigentlich: Giacomo Manzoni; * 22. Dezember 1908 in Bergamo, Italien; † 17. Januar 1991 in Ardea bei Rom, Italien) war ein italienischer Bildhauer, Medailleur, Grafiker und Zeichner.

## Leben
Manzù wurde als zwölftes von 14 Kindern in eine Schuhmacher- und Mesnerfamilie geboren.
Politisch war Manzù während des Faschismus im Widerstand und blieb auch später Kommunist.
Seit den 1950er Jahren beherrschten zwei Themen wie Gegenpole sein Schaffen: junge, anmutige Frauenkörper in leichten, schwebenden und tänzerischen Haltungen und strenge Kardinäle, umschlossen vom liturgischen Ornat, unbewegt in Gestalt und Antlitz.

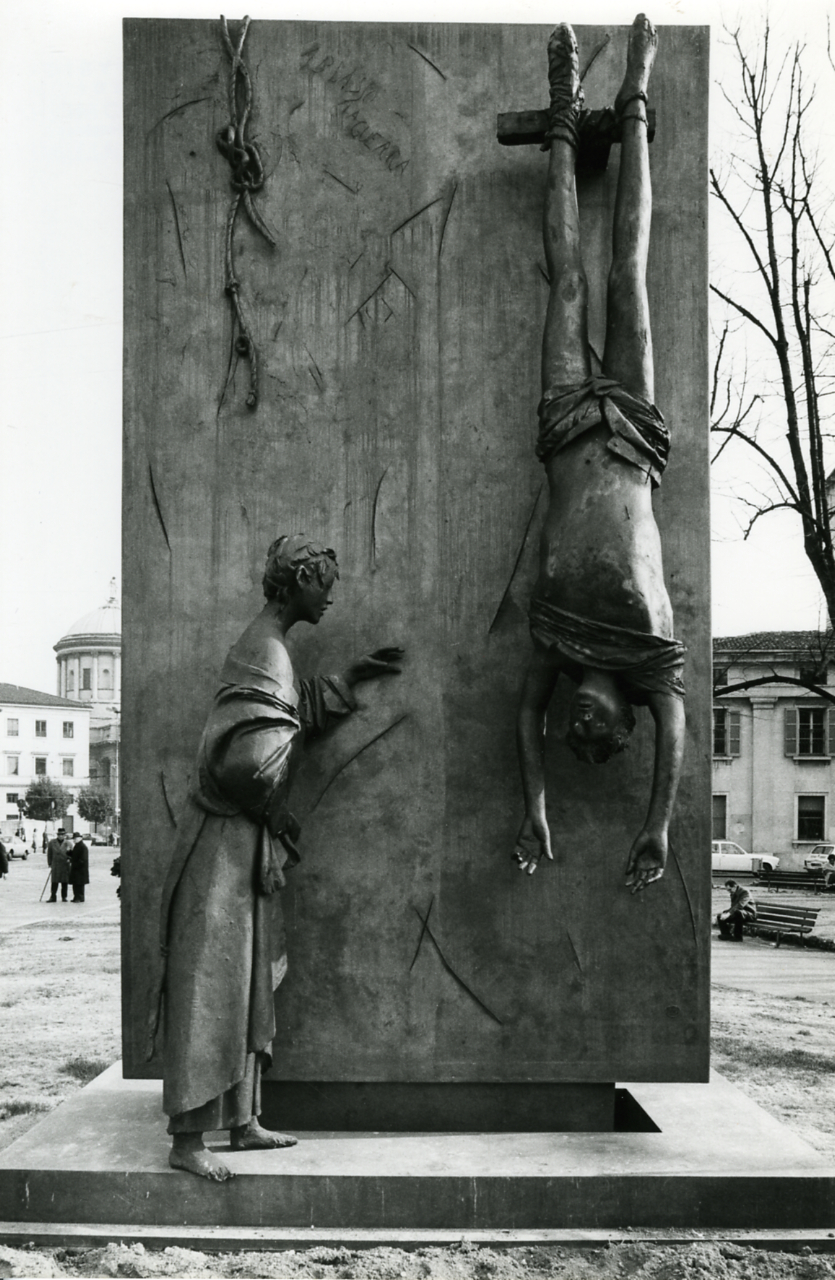
Monumento al partigiano (1977), Bergamo. Foto von Paolo Monti.

Manzù war zunächst von Picasso beeinflusst. Später entdeckte er die Kunst Rodins. Er blieb in seiner ganz vom Figurativen bestimmten Kunst immer an der Natur orientiert; seine Darstellung wurde nie völlig abstrakt. 1953 und 1983 erhielt er einen Antonio-Feltrinelli-Preis. Im Jahr 1959 war Giacomo Manzù Teilnehmer der documenta II in Kassel.
Nach dem Tode von Papst Johannes XXIII. 1963 wurde er damit beauftragt, eine bronzene Totenmaske anzufertigen. Seit 1954 war er assoziiertes Mitglied der Königlichen Akademie von Belgien. 1964 wurde er als Ehrenmitglied in die American Academy of Arts and Letters und 1978 in die American Academy of Arts and Sciences aufgenommen.
Als Medailleur entwarf er auch Medaillen des Vatikans und Münzen der Republik San Marino.
Manzù starb am 17. Januar 1991 im Alter von 82 Jahren in Ardea bei Rom, wo er auch begraben ist. Seine Frau Inge (ehemalige Primaballerina am Salzburger Landestheater), die er 1954 als junge Tänzerin kennengelernt hatte, und die zu seinem Lieblingsmodell geworden war, verfügte, dass im Atelier in Ardea, in der Nähe von Rom, alles so blieb, wie er es verlassen hatte.
Der Designer Pio Manzù war sein Sohn.

## Kunsthistorische Bedeutung
Manzù arbeitete meist in Bronze. 1929 und 1936 reiste Manzù nach Paris. Dort entdeckte der Künstler die impressionistische Oberflächenbehandlung in den Skulpturen von Auguste Rodin und Edgar Degas. In seiner figurativen Formensprache blieb auch sein späteres plastisches Schaffen durch die italienische Romanik und Frührenaissance und auch durch die Moderne geprägt. „Seine figürliche Plastik und Reliefkunst orientierte Manzù am Naturvorbild und gestaltete nie völlig abstrakt. Mit ausgewogenem Maß subtiler Anmut und Würde, formal stets elegant, besticht seine Menschendarstellung durch sinnenhafte Einfühlung und vitalen Realismus. Gerade die tief empfundene verinnerlichte Ausdrucksart war für Manzù charakteristisch. Manzù wusste dadurch wie wenige Künstler im 20. Jh. die abstrahierende Formvereinfachung der Moderne mit der europäischen Tradition realistischer Plastik seit Antike und Renaissance zu verbinden.“

## Museo Manzù
In Ardea befindet sich auch das Museo Manzu, welches um die 400 Zeichnungen und Skulpturen des Künstlers beherbergt.

## Auszeichnungen
- 1952: Großoffizier des Verdienstordens der Italienischen Republik
- 1960: Großkreuz des Verdienstordens der Italienischen Republik
- 1974: Österreichisches Ehrenzeichen für Wissenschaft und Kunst

## Werke
- Cristo nella nostra umanità („Christus in unserer Menschlichkeit“), 30 Bronzereliefs, 1939.
- Porta della Morte, das linke Fassadenportal des Petersdoms in Rom, in Erinnerung an seinen Freund Papst Johannes XXIII., 1963[6]
- Porta dell’Amore („Tor der Liebe“) des Salzburger Doms
- Kardinal vor den Dombögen des Salzburger Doms, 1969
- Tänzerin am Rosenhügel, im Kurgarten zwischen Mirabellgarten und Kongresshaus in Salzburg
- Porta della Pace e della Guerra („Tor des Friedens und des Krieges“) der Kirche St. Laurentius in Rotterdam
- PAX AETERNA, Friedensmonument in Philippsburg/Baden gestiftet von Senator Franz Burda
- Jäger von Soest, Bronzestatue, die eine Figur aus Grimmelshausens Abenteuerlichem Simplicissimus plastisch vor Augen führt, Renchen/Baden, gestiftet von Senator Franz Burda
- Erzbischof Paris Lodron, Bronzeplastik, 1986, Naturwissenschaftliche Fakultät in der Stadt Salzburg
- Manzù-Brunnen am Königsplatz in Augsburg

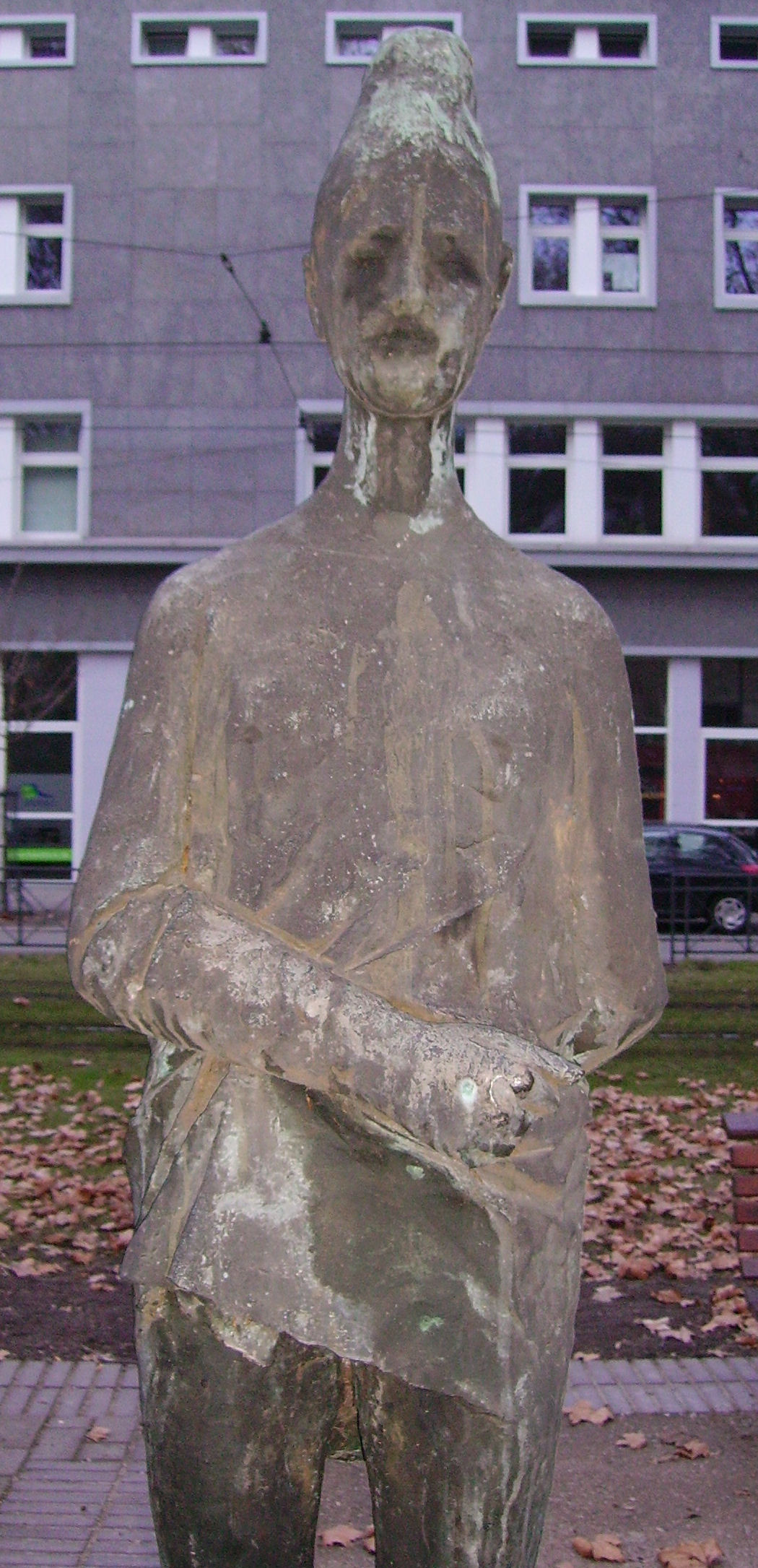
Eisläuferin am Ludwigsplatz in Ludwigshafen
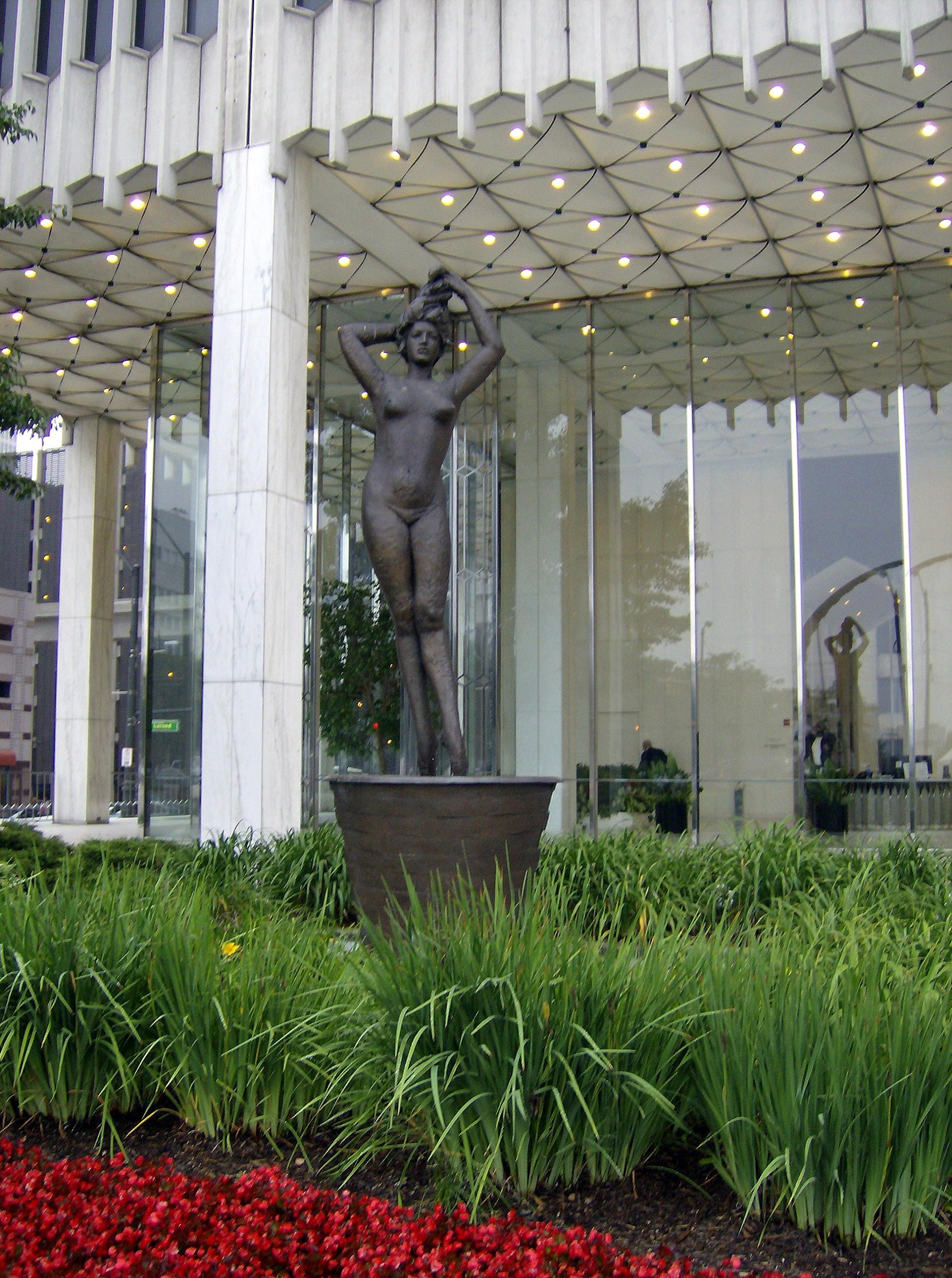
Skulptur in Detroit
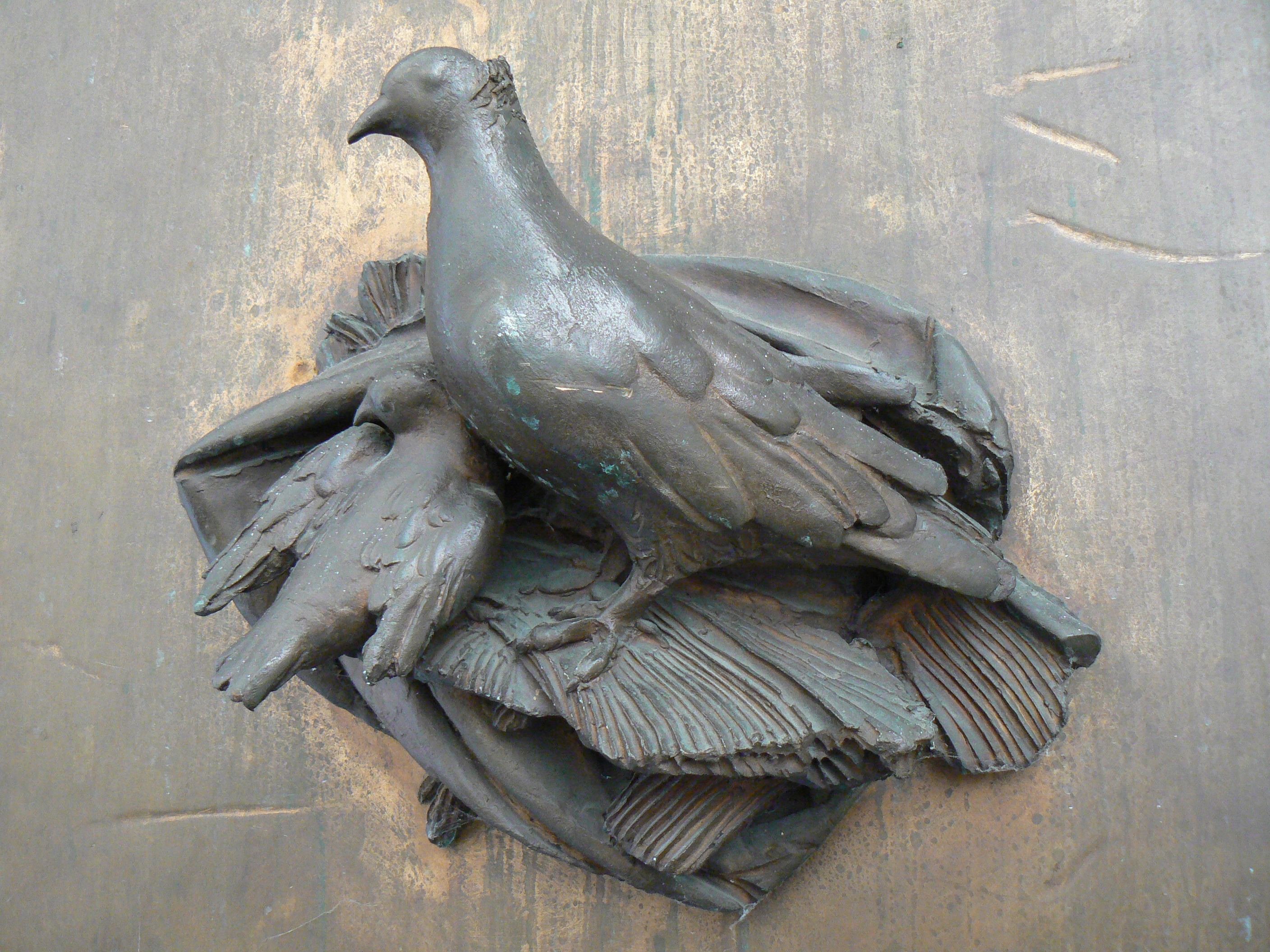
Taube in Rotterdam
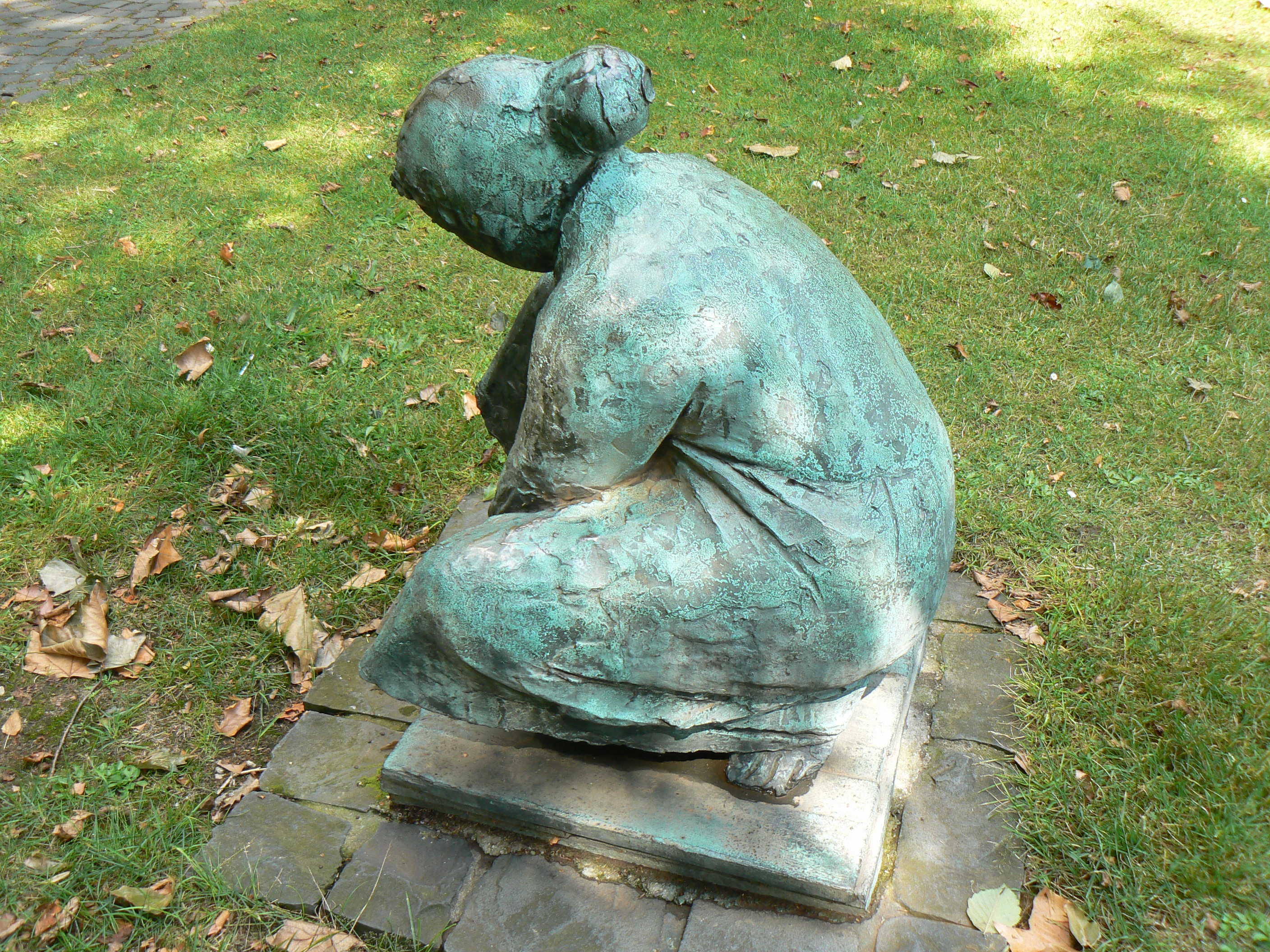
Spielende Frau in Marl

### Buchillustrationen (Auswahl)
- Jannis Ritsos: Milos geschleift. Poeme und Gedichte. Hanser, München 1979, ISBN 3-446-12924-3. Mit 11 Federzeichnungen und einer Radierung von Giacomo Manzù. (auch gemeinsame Vorzugsausgabe mit Verlag Philipp Reclam jun., Leipzig)